# Vanessa Arias
Vanessa Arias (Sinaloa állam, 1982. december 15. –) mexikói színésznő, modell.

## Élete és pályafutása
Mexikóban, Sinaloa államban született. 
Karrierjét 1998-ban kezdte A vipera című sorozatban. 2001-ben a Szeretők és riválisokban játszott. 2006-ban a Heridas de amorban Nuria Gómezt alakította. 2010-ben Jacqueline Pereyra szerepét játszotta a Llena de amor című sorozatban. 2012-ben megkapta Antonia szerepét a Bűnös vágyak című telenovellában.

## Filmográfia

### Telenovellák
- Hasta el fin del munso (2014) .... Flor
- A vihar (La tempestad) (2013) .... Bárbara
- Bűnös vágyak (Abismo de pasión) (2012) .... Antonia 'Toña'
- Llena de amor (2010) .... Jacqueline Pereyra
- Juro que te amo (2008)
- Yo amo a Juan Querendón (2007)
- Heridas de amor (2006) .... Nuria Gómez
- Velo de novia (2003) .... Neddy
- A szerelem ösvényei (Las vías del amor) (2002)
- Szeretők és riválisok (Amigas y rivales) (2001) .... Isabel
- A vipera (La mentira) (1998) .... Beatriz 'Bety'

### Sorozatok
- Como dice el dicho (2011-2014)
- La rosa de Guadalupe (2008-2011)
- Mujer, casos de la vida real (2001-2006)
- ¿Qué nos pasa? (1999)